# Dar al-Magana (Fes)
Dar al-Magana (àrab: دار المكانة, Dār al-Magāna, ‘Casa del Rellotge’) és un edifici del segle xiv de la Medina de Fes, al Marroc, construït pel soldà marínida Abu-Inan Faris, que alberga un rellotge d'aigua. Situat a l'extrem sud del carrer Taala Kebira, per a servir la madrassa Bou Inania i la seua mesquita d'enfront, construïdes en l'època contemporània.
L'edifici també és conegut com la Casa de Maimònides per una llegenda popular que diu que era la residència del cèlebre filòsof jueu Maimònides.

## Història
El rellotge era part d'un gran conjunt centrat en la madrassa Bou Inania, construïda pel soldà marínida Abu-Inan Faris. Segons la inscripció fundacional, la construcció de la madrassa començà el 28 de desembre del 1350 i va concloure el 1355. Segons l'historiador al-Jaznai, el rellotge s'acabà el 6 de maig del 1357 (14 de jumada al-ula de l'any 758 de l'Hègira). El dissenyador n'era un muwàqqit anomenat Abu-l-Hàssan ibn Alí Àhmed al-Tilimsaní. El rellotge seguia els mateixos principis d'un rellotge d'aigua anterior construït per a la Dar al-Muwaqqit de la mesquita i universitat al-Qarawiyyin pel soldà Abu-Saïd el 1317.

## Descripció
Els elements arquitectònics encara visibles no deixen destriar-ne bé el mecanisme del funcionament. A partir, però, dels vestigis encara existents, dels quals podem observar a la façana les dotze finestres en arc, per les quals devien aparèixer autòmats, i les dotze plataformes sobre les quals descansaven dotze recipients de bronze, sembla deduir-se que el rellotge funcionava segons el sistema d'origen grec de les hores desiguals. En aquest sistema l'hora s'entenia com la dotzena part de l'arc diürn recorregut pel Sol, i com que aquest arc varia al llarg de l'any, la durada de l'hora també varia.
Segurament, el rellotge s'accionava per una espècie de carret que lliscava d'esquerra a dreta per darrere de les dotze portes, i havia d'estar lligat per un extrem a una corda de la qual penjava un contrapès i per l'altre a una corda de la qual penjava un flotador situat sobre la superfície d'aigua d'un dipòsit que es buidava de manera regular. Conforme l'aigua de la cisterna es buidava per un tub de desguàs situat a la part inferior del dipòsit, el flotador de fusta descendia i impulsava el carret amb cordes i corrioles i n'obria les finestres. De cadascuna d'aquestes finestres s'alliberava una bola de metall que queia damunt un timpà metàl·lic, i indicava així l'hora. A la vesprada, el rellotger o muwàqqit tornava a posar les boles a lloc i ajustava el rellotge per a l'endemà.
Les bigues que ixen cap a fora de l'edifici per sobre de les finestres són idèntiques a les bigues de la madrassa Bou Inania i sostenien una petita teulada que protegia les portes i cossis.

## Restauració
El rellotge hauria estat abandonat cap al final del regne dels Marínides, fa cinc segles, i des de llavors no funciona. Malgrat haver estat objecte de moltes recerques, malauradament cap persona fins hui ha estat capaç de tornar-lo a posar en marxa. La part més important, Al Fara, el fermall, sembla que estava fabricada en or massís i mai no s'ha retrobat. Els bols, els van retirar el 2004 per a restaurar-los; però el projecte, a càrrec d'ADER-Fes, ha estat insatisfactori fins a l'actualitat. L'estructura i façana de l'habitatge es va restaurar al 2003.
L'associació s'ha proposat de realitzar-ne una còpia en el si de la seua seu situada al carrer Moulay Abdelmalek, al barri de Tal’aa.

## Galeria d'imatges

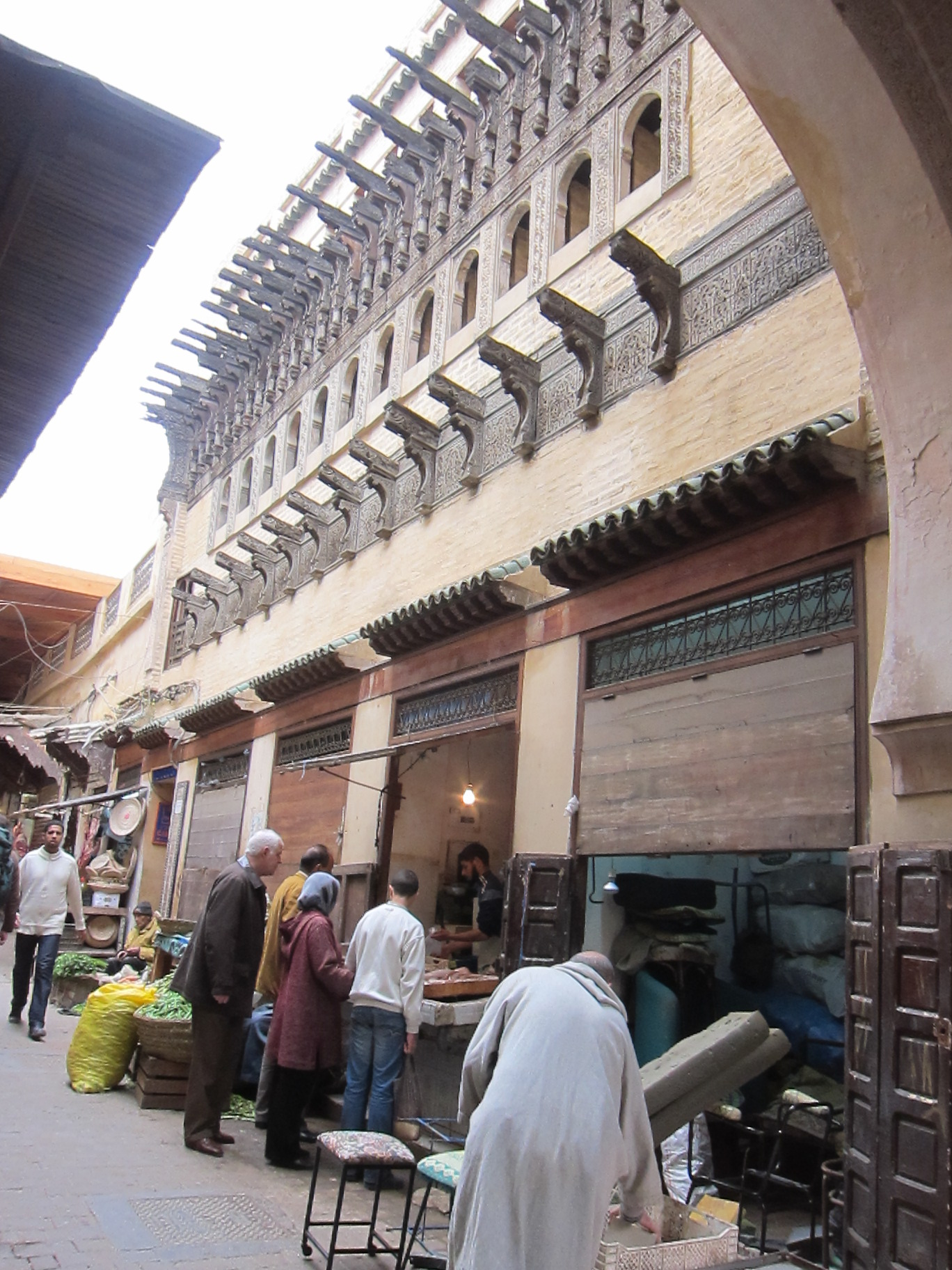
Dar al-Magana o Casa del Rellotge de la Medina de Fes, al Marroc
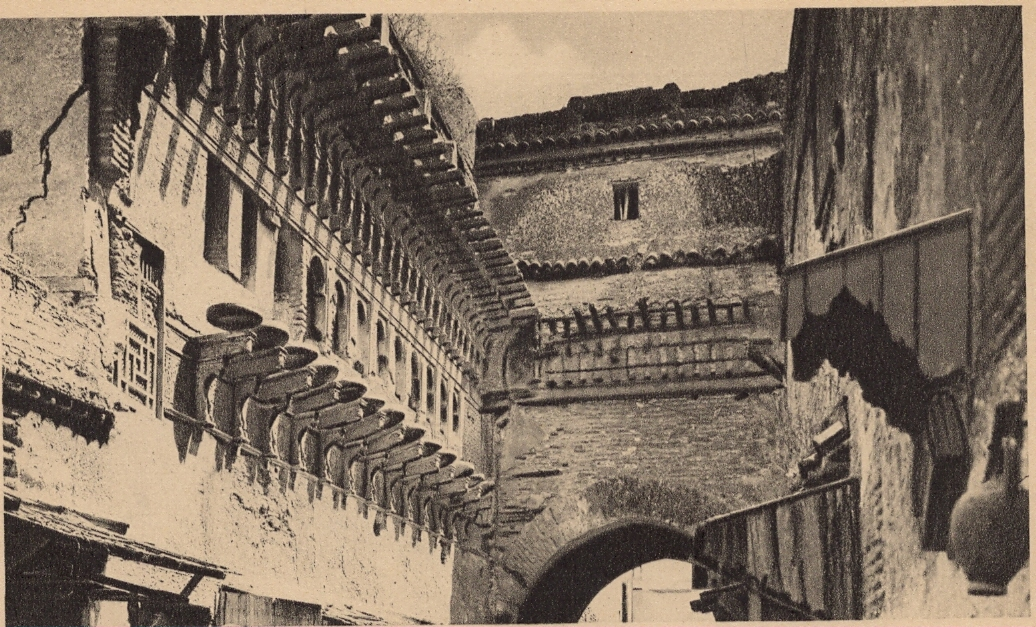
Fotografia de començaments del segle xx: encara s'hi veuen els bols, retirats el 2004

## Nota
1. ↑  1.	Un muwaqqit és un oficial encarregat tant de la regulació i el manteniment dels rellotges com de comunicar el moment exacte de l'oració al muetzí. (Renaud, H. P.-J. "Astronomie et Astrologie marocaine", in: Hesperis XXIX, 1942 pàgs. 41 -63).